# Цыганкова, Анна
Анна Цыганко́ва (род. 1979, Новосибирск) — русская артистка балета, прима-балерина Национального балета Нидерландов.

## Биография
Окончила Новосибирский хореографический колледж. Став в 1995 году финалисткой конкурса «Приз Лозанны», проходившего в Москве на сцене Большого театра, смогла продолжить обучение в Академии классического танца им. принцессы Грейс (Монако). Танцевала в труппе Венской оперы, а также в Венгерском национальном балете и Римском оперном театре в качестве приглашённой солистки. Анну Цыганкову взяли в Большой балет, где она совершенствовала свое мастерство под руководством Раисы Стручковой, а затем, в 2004 году, в Венгерском национальном балете в Будапеште, где она оставалась в течение трёх лет и продолжала танцевать в качестве приглашённой артистки.
В 2007 году Цыганкова перешла в Национальный балет в Амстердаме, получив статус солистки. С 2007 года — прима-балерина Национального балета Нидерландов. Она часто выступает в качестве приглашённой танцовщицы на различных известных сценах вместе со своим постоянным партнером Мэтью Голдингом на разных сценах мира — таких как балет Венской государственной оперы и Римского оперного театра, и участвует в международных гала-концертах. В 2012 году журнал Dance Europe внёс её имя в топ-100 лучших балетных солистов мира.
Репертуар балерины включает главные партии в таких классических балетах, как «Баядерка», «Лебединое озеро», «Жизель», «Дон Кихот», а также в неоклассических и современных балетах Джорджа Баланчина, Уильяма Форсайта, Ханса ван Манена, Уэйна Иглинга. В 2016 году стала первой исполнительницей партии Мата Хари в одноимённом балете Теда Брандсена.

### Личная жизнь
В 2016 году взяла перерыв в деятельности, чтобы подготовиться к рождению ребёнка. Вернулась в Национальный балет Нидерландов в октябре 2018 года.
Замужем за танцором Мэтью Голдингом, от которого у неё есть ребёнок.

## Награды и номинации
- 2015 — финалист конкурса «Приз Лозанны» (Большой театр, Москва)
- 2011 — номинация на премию Zwaan «За выдающиеся достижения в балете».
- 2014 — гран-при Международного фестиваля танца в Санкт-Петербурге.

## Видеосъемка
- Алиса в стране чудес + Золушка : Het Nationale Ballet, Opus Arte;
- Золушка : Het Nationale Ballet, Opus Arte, ASIN: B00DEROQVA;
- Дон Кихот : Het Nationale Ballet, Искусство элегантности, ASIN: B01J1Y69QO;
- Жизель : Het Nationale Ballet, Holland Symfonia, ASIN: B01EGQ5M5G;
- Щелкунчик и мышиный король (Щелкунчик и мышиный король): Het Nationale Ballet, Arthaus.